# Almaty Aviation
Almaty Aviation är ett kazakiskt fraktflygbolag. Företaget har sin bas i Almaty, Kazakstans största stad. Almaty Aviation flyger främst inom Kazakstan och gamla Sovjetunionen. Flottan består av tre stycken Antonov An-12. Almaty Aviation grundades 2002.